# Hjärndöd kärlek
Hjärndöd Kärlek är ett musikalbum från 2010 av rockbandet Lillasyster med låtar från de båda föregående albumen. Albumet är bandets första samlingsalbum och tredje i ordningen.

## Låtlista
1. Warbuddies
2. Kräkas
3. Jag är här nu
4. Hårdrock
5. Barn utan ben
6. Rad efter rad
7. Nu har jag fått nog
8. Andreas
9. My & Johannes
10. Tid för en idiot
11. Umbrella
12. Berätta det för Lina
13. Nu har jag fått nog (akustisk)
14. Jag är här nu [höstedit]

## Bandmedlemmar
- Sång - Martin Westerstrand Skans
- Trummor - Ian-Paolo Lira
- Gitarr - Max Flövik
- Bas - Daniel Cordero